# 原爆切手発行問題
原爆切手発行問題（げんばくきってはっこうもんだい）では、アメリカ合衆国郵便公社 (USPS) が原子爆弾によるキノコ雲を図案とする切手（原爆切手）の発行予定を公表したことによって発生した日米間の政治問題について述べる。
USPSは、1994年（平成6年）11月29日（現地時間、日本時間で11月30日）に「第二次世界大戦五〇年シリーズ」の一つとしてキノコ雲の図案に「原爆が戦争終結を早めた」との説明を加えた切手を1995年（平成7年）9月に発行すると発表した。これに対して、日本政府や被爆者をはじめとした日本国民は激しく反発した。日本側からの抗議を受けたUSPSは、当初は予定通りの発行を強調したが、日米関係の悪化を懸念したホワイトハウスやアメリカ国務省が介入したため、現地時間の1994年（平成6年）12月8日（日本時間9日）に発行中止に追い込まれた。
発行中止についてアメリカ側は、あくまで「原爆が戦争終結を早めた」のは事実としながらも、日米関係の重要性に配慮したものであるとしている。日本政府は発行中止を評価したが、問題の根底にある日米両国における原爆投下に対する歴史認識の違いを追及せず、日本の国民感情への配慮を求めるという感情論に終始した日本政府の対応については疑問視する者も多い。

## 背景

### 原爆投下と日本の降伏

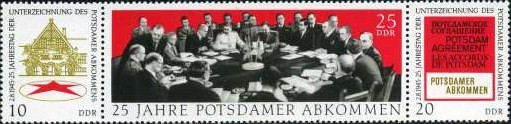
東ドイツが1970年に発行したポツダム会談25周年の記念切手

第二次世界大戦におけるナチス・ドイツの敗北が決定的となっていた1945年（昭和20年）2月、アメリカ大統領のルーズベルト、イギリス首相のチャーチル、ソ連首相のスターリンの3首脳は、戦後世界の枠組みを話し合うためにクリミア半島のヤルタで会談した。この中で、ドイツが降伏して2か月から3か月後にソ連が日本に宣戦布告する密約が交わされた。この密約に基づいて、4月5日、ソ連は日本に日ソ中立条約を延長しないことを通告。5月9日にドイツが降伏すると、ヨーロッパの部隊をシベリアへ向けて移動させ始める。急死したルーズベルトに代わってアメリカ大統領となったトルーマンが参加し7月17日から行われたポツダム会談では、ソ連の対日参戦は8月15日と確認された。また、7月26日には、日本に無条件降伏を勧告するポツダム宣言が発せられた。
しかし、第二次世界大戦の連合国側の勝利が確定的になるにつれて、戦後の世界の主導権を巡るアメリカとソ連の冷戦関係が始まっていた。そのような世界情勢の中で、ちょうどポツダム会談の前日の7月16日にアメリカは原爆実験に成功。唯一の核保有国として戦後の、特に東北アジアにおける影響力を高めるためには、8月15日とされたソ連の対日参戦の前に、原子爆弾の威力によって日本を降伏させることが最も効果的と考えるようになった。
一方、日本では2月には昭和天皇は降伏による終戦を考えていたともされ、ソ連の動きを知らない日本政府は、ソ連を仲介とした和平交渉を試みていた。しかし、ポツダム宣言では天皇制の扱いについて触れられていなかったことから、日本政府はポツダム宣言を「黙殺」するとコメントした。
日本がポツダム宣言を受け入れないことは、アメリカには織り込み済みであった。ポツダム宣言「黙殺」を受けて、アメリカは8月6日に広島市に原子爆弾を投下。翌7日にはトルーマン大統領が原子爆弾の使用を明らかにし、改めて日本に無条件降伏を迫った。ところが、原子爆弾の投下とその被害の甚大さから日本の降伏は必至とみたソ連が、予定を早めて8月8日夜に日本に宣戦布告し、翌9日未明から満州に侵攻した。原子爆弾によってソ連参戦前の日本降伏を目論んでいたアメリカは、逆に原子爆弾投下によってソ連の対日参戦を早めることになったことに驚き、もはや少しでも早く日本を降伏させることが最優先となり、同9日に長崎市にも原子爆弾を投下した。
11日、日本はポツダム宣言の受諾の意思を連合国に通告。14日に正式に無条件降伏を決定すると、翌15日の玉音放送で日本国民に伝えられた。この中で昭和天皇は、ポツダム宣言受諾の理由として「敵が新たに残忍なる爆弾を使用し、このまま戦争を継続すれば、わが民族の滅亡を来すことになる」点を挙げている。

### 日米両国の歴史認識
この広島と長崎への原子爆弾投下や太平洋戦争に関しては、日米両国で評価が分かれている。
アメリカでは、原子爆弾の投下は、太平洋戦争が継続し本土上陸作戦が実施された場合に想定される数十万人から100万人の兵士たちの生命を救ったものとして肯定的に評価されるのが一般的である。これは終戦後に米陸軍長官のヘンリー・スティムソンが述べたもので、アメリカ国民の多くによって信じられていた。また、アメリカにとっては、真珠湾攻撃という宣戦布告前の卑怯なだまし討ちで始まった太平洋戦争は正義の戦争であり、原子爆弾投下は当然の報いであるとの主張も見られる。
なお、原爆切手発行問題が発生する頃のアメリカ政府には、こうした主張に迎合せざるを得ない事情があったとも指摘されている。当時の大統領は民主党のビル・クリントンであったが、当選した1992年の大統領選挙中から自身の「兵役拒否」の経歴が問題視され、共和党からの攻撃材料となっていた。1994年秋の中間選挙では民主党は大敗し、大統領再選を目指すクリントンには、人気回復が急務となった。そのためクリントンは、自らの愛国心をアピールするために12月7日を「真珠湾追憶の日」とするなど、退役軍人など保守派に媚びる姿勢を見せていた。また、スミソニアン博物館が翌1995年の5月に予定していた原爆投下50周年を記念する特別展示にあたっては、事前にエノラ・ゲイとともに原子爆弾による被害の実態を伝えるという展示内容が公になると退役軍人などによる幅広い反対運動が展開されたため、上院で「原爆投下が果たした役割を積極的に評価」する内容への変更を求める決議が満場一致で採択された。展示内容は大幅に変更され、原子爆弾の被害を伝える資料は削減されて、日本軍による暴虐行為の資料が追加された。
一方、多くの日本人にとっては、広島と長崎への原子爆弾の投下は、罪のない多くの民間人も含めて無差別に殺傷したもので、核兵器は非人道的な兵器で国際法に違反し、いかなる場合でも使用は許されないと認識されていた。東京裁判において、判事であるインドのパールが意見書で「もし非戦闘員の生命財産の無差別破壊というものが、いまだに戦争において違法であるならば、太平洋戦争においては、この原子爆弾使用の決定が、第一次世界大戦中におけるドイツ皇帝の指令および第二次世界大戦中におけるナチス指導者たちの指令に近似した唯一のものである」と記した見解であり、明星大学教授の小堀敬一郎は「原爆投下は最初から一般市民の皆殺しが目的ですから、通常の無差別爆撃にもまして、どんな角度から見ても戦時国際法に触れる重大な戦争犯罪なのです」と述べている。なお、原爆切手発行問題が発生した1994年（平成6年）11月は、長年日本社会党などが求めてきた「国の責任」による援護対策を定めた被爆者援護法が、村山富市内閣の下、国会でまさに審議中であった。

### 第二次世界大戦シリーズ
USPSは、アメリカの第二次世界大戦参戦50周年にあたる1991年（平成3年）、「第二次世界大戦五〇年シリーズ」の切手の発行を始めた。毎年50年前の時点の世界地図をシートの中央に配置し、その上下に5枚ずつ10枚の切手でその年のできごとを表現し、5年をかけて50枚の切手でアメリカの第二次世界大戦を再現しようとするものであった。1991年（平成3年）の第1集は、1941年（昭和16年）以前のできごととして、「中国支援のための717マイルのビルマロード」と題して援蒋ルートのビルマ・ルートを取り上げたものに始まり、「12月7日、日本人が真珠湾の爆撃」として攻撃を受けて撃沈する戦艦アリゾナを描いた切手、「12月8日、アメリカ、日本に宣戦布告」として上下両院に対日宣戦布告決議を求めるルーズベルト大統領を描いた切手などが採用された。
海外宛ての手紙などを通じてその国を紹介する役割を担うこともできる切手は、「小さな外交官」と呼ばれることもある。そのため、発行する国家の政策やイデオロギーが反映されたり、それらを表現する手段になったりしている。とりわけ歴史上の事件や人物の場合、発行国の歴史観が色濃く反映されることになる。この「第二次世界大戦五〇年シリーズ」も、ヨーロッパ戦線における強制収容所の解放が入っている一方でアメリカ国内における日系人の強制収容は触れられていない、東西からドイツに進撃してエルベ河畔で邂逅した米ソ両軍が描かれる一方で東西冷戦につながる事項は省かれるなど、アメリカの「正義の戦争」を表現するものとなっている。郵便学者の内藤陽介は、ビルマ・ルートから始まっていることを「太平洋戦争の直接的な原因が日本軍の中国侵略にあるとのアメリカの歴史観の表れ」であるとしており、シリーズ全体を通して「アメリカ国民が一致団結して民主主義を守るためにファシズムと戦ったというトーンで統一されている」と評している。

## 経緯

### 図案の発表と日本の反発
現地時間の1994年（平成7年）11月29日（日本時間11月30日）、USPSはマスコミに向けて翌1995年（平成8年）に発行予定のすべての切手の図案を事前発表した。その中には、9月発行予定の第二次世界大戦シリーズ最終集となる第5集が含まれていた。日付は明示されなかったが、対日戦勝記念日である9月2日に発行予定だったとされる。10枚のうちの一つに、原爆投下を象徴するキノコ雲の図案と、その下に「Atomic bombs hasten war's end（原爆が戦争終結を早めた）」との説明がつけられた一枚があった。USPSの報道官は、第二次世界大戦を伝えるうえで原爆投下は外すわけにはいかないとし、「（選ばれた10の図案は）それぞれ歴史的に正しく公平な見方を示している」と説明した。
これに日本のマスコミが敏感に反応。11月30日付けの新聞各紙が相次いで批判的に報道すると、広島・長崎の被爆者団体はもちろん、政府首脳を含む政治家が相次いで不快感を表明した。被爆地広島市長の平岡敬は「原爆の使用は正しかったという認識につながる。核兵器の使用は理由を問わず許されない」、同じく長崎市長の本島等も「戦後のソ連に対する優位性の確立を狙ったという認識が欠落している」と強く批判した。
12月2日になると、閣議後の記者会見で副総理兼外務大臣の河野洋平が「被爆国たるわが国の国民感情からいえば、決していい感じはもたない」とコメントしたのを皮切りに、総理大臣の村山富市が「国民感情を逆撫でするようなことは困る」、官房長官の五十嵐広三が「わが国にしてみれば、あのことで三〇数万人が亡くなり、いまなお原爆症に苦しむたくさんの人がいる。そういう痛みが国民感情に深くあるので、こういう点を（アメリカは）考えてほしいという気持がする」と述べたほか、被爆者援護を所管する厚生大臣の井出正一も不快感を表明した。一方で、外務省報道官の寺田輝介は「原爆投下と日本の降伏の時間的な関係を見れば、このような見方もある」との見解を示したが、再度記者会見を開いて取り消し、「歴史的事実の解釈については政府としての判断を（示すことは）控えたい」と釈明する一幕もあった。
現地時間の12月2日には、村山の意向を受けて駐米大使の栗山尚一が米国務次官補（東アジア・太平洋担当）のウィンストン・ロードに電話し、「国民感情を傷つけるものだ」として図案と文言の再考を申し入れた。これに対して、ロードは郵政当局に伝えると応じた。

### 公社の反応と反発の拡大
現地時間の12月2日、USPSはコメントを出し、「切手の図案は民間人を含む切手諮問委員会や第2次大戦50周年委員会に諮るなど、10年以上も前から検討を加え、国務省や国防総省の専門家の意見も聞きながら大戦全体として図案を決定した」、「それぞれの切手は史実に基づき、大戦への米国のかかわりを示している」、「総合的な歴史事象を（切手として）提供するのが目的であり、それに対する価値判断は加えていない」、「原爆の使用のような歴史的に重大な出来事を省けば、怠慢となろう」などとして、図案や文字を変更せず予定通り発行すると強調した。ただ、同日米国務省は定例記者会見で、「この問題は依然検討中であると理解している」と述べてUSPSと協議中であることを明らかにし、国務省としては難色を示していることを示唆した。もっとも、アメリカ国内では、発行を中止した場合に予想される議会や退役軍人の反発を考えると発行計画の変更は難しく、最終的にはUSPSの主張が通るものと見られていた。
土日を挟んで週明けの12月5日になると、USPSの姿勢に対して日本側の反発はますます激しくなっていった。外務省事務次官の斎藤邦彦は記者会見で「（発行中止が）はっきりした解決方法」と述べ、連立与党の日本社会党書記長の久保亘は駐日アメリカ大使のウォルター・モンデールとの会談で「長年の課題であった被爆者援護法がようやく（今国会で）成立しようとしている。そういうときに、このような切手が発行されるということは、極めて心が痛む」と発言し、モンデール大使は本国に伝えると応じた。また、郵政大臣の大出俊は、翌6日の閣議後の記者会見で「もしアメリカがこんな切手を出すのなら、対抗して、日本も“原爆投下は国際法違反”と書いた切手を発行したいところだ」と強く批判した。

### 発行中止
日本側の激しい反発はクリントンも憂慮する事態となり、現地時間の12月5日には、ホワイトハウスがUSPSに対して原爆切手発行計画の再検討を要請していると伝えられた。現地時間7日には、大統領報道官のマイヤーズが、大統領首席補佐官のレオン・パッタからUSPS総裁のマービン・ラニヤンに再検討を要請したと明らかにし、「（USPSも）非常に微妙な問題となっていることを認識している」とUSPSが発行中止に同意していることを示唆した。
ホワイトハウスの意向を受けて、同日USPSの報道官は「われわれの切手発行計画はアメリカの歴史における重大な人々と出来事を思い出すためのもので、論争を起こすのが目的ではない」として、再検討を表明。現地時間翌8日に、USPSは原爆切手の発行中止を正式に決定した。USPSの報道官は「日米関係はアメリカ外交の要であり、郵政公社はこの関係に水を差すようなことをするつもりはない」「感情を害する問題があれば、それを取り除くことがアメリカの長期的な国益に最もかなう」と早期の幕引きを図った理由を説明した。ラニヤン総裁も「日米関係の重要性に考慮した。また大統領がデザインの変更が妥当であるとの見解を示した」と発行中止の理由を述べている。第二次世界大戦シリーズ第5集の切手シートで当初キノコ雲の図案だった切手の部分は、「勝利を発表するトルーマン大統領」に差し替えられた。
発行中止が伝えられた12月9日、首相の村山が「唯一の被爆国という日本の国民感情を考慮してくれたことに敬意を表したい」、外相の河野が「ホワイトハウスが日米関係の重要性を理解し、日本の国民感情に配慮されたことを評価する」と述べるなど、アメリカ政府やUSPSの対応を一様に評価。官房長官の五十嵐も、記者会見で「原爆に対する強い日本の国民感情を理解して決定してくれたことを評価する」などとして、日本政府として歓迎の意を表明した。日本では同日、被爆者援護法が成立した。
アメリカ国内でも、政府による迅速な対応で「日米の密接な関係を示す良い機会となった」と評価する声が大勢で、スミソニアン博物館の原爆展示の際には強硬に反発したアメリカ最大の退役軍人団体である在郷軍人会も「重要なのは終戦を記念することであり、図案の問題にこだわりはない」とコメントするなど、懸念されていたほどの大きな反発は生じなかった。ただ、一部には発行中止とそこに至る過程に不満を抱いた者も一定数いたとされ、そうした民間業者によって発行予定であった原爆切手を模したラベルが印刷・販売された。

## 評価
アメリカは原爆切手の発行を中止したが、それは日本の国民感情に配慮したものであって、「原爆が戦争終結を早めた」との歴史認識を撤回したものではなかった。大統領報道官のマイヤーズも、原爆投下が戦争終結を早めたという認識について「我々はそれに賛成する」としたうえで「原爆を表現する上で、より適切な方法があったはず」と述べており、あくまでデザインの問題であるとの認識を示している。なお、大統領のクリントンは、首席補佐官のパッタが総裁のラニヤンに再検討を要請した現地時間の12月7日、ハワイで行われた「真珠湾追悼の日」の式典に「アメリカが常に警戒を緩めず、備えを怠ってはならない教訓である」とのメッセージを送っており、ホワイトハウスの屋上には犠牲者を悼む半旗が掲げられた。郵便学者の内藤陽介は、「クリントン政権は『原爆切手』と『真珠湾追憶の日』を天秤にかけ、より国内的に重要と思われる『真珠湾追憶の日』を生かし、重要度の低いと考えた『原爆切手』を切り捨てるという判断を下し」、「日本国民の批判の対象が、『原爆切手』から『真珠湾追憶の日』も含むアメリカ政府の歴史認識全体に及ぶ前に、問題を鎮静化し、日本側に貸しを作っておくことは、今後の対日政策上も有益な措置であると判断されたのであろう」と推察している。いずれにしても、太平洋戦争後50年を迎え、原爆切手の発行やスミソニアン航空宇宙博物館のエノラ・ゲイ展示をめぐる議論を機に、アメリカ国内では歴史学者の論考や原爆投下の是非が注目され、マスコミにも取り上げられて議論を呼んだ。
一方、日本側の対応は、「遺憾」「不快」「国民感情を逆撫で」などといった表現で日本の国民感情への配慮を求めるという感情論に終始した。日本政府の対応と異なり、広島市市長の平岡は「原爆が戦争終結を早めたというのは、アメリカが自分たちを正当化しているだけ」「あれは必要もないのに敢えて原爆を使った」、長崎市市長の本島は「現在、歴史学者たちの間では、原爆投下は終戦後ソ連に対して有利な立場に立つためだったという考え方が一般的」「特に長崎は対ソ連のPRのためだけに原爆を投下された」とそれぞれの歴史認識をもってアメリカ側の主張に反駁している。日本政府も、アメリカ側の「原爆が戦争終結を早めた」という歴史認識に対して、日本側としての歴史認識を示して抗議し、史実に照らして正面から歴史的検証を行うべきであったという批判も多い。
ジャーナリストの前田哲男は「日本政府が『無神経だ』と頭から感情的反発をするのは疑問」であるとし「本当に原爆は必要だったのか、きちんとした歴史的検証のうえに立つべき」と述べ、昭和史研究家の半藤一利は「ヤルタ協定でソ連参戦の密約があるのも知らずに、日本はソ連に対して和平工作を行っていた」ことは「アメリカにも筒抜け」で「日本が本土決戦など本気でやる気がないこと」も「日本の降伏が間近いこと」も「とっくに知っていた」として「原爆を落とす軍事的必要性は皆無だった」「原爆投下を遂行したのは、ソ連に対する政治的駆け引きであるのは間違いないでしょう」としている。作家の上坂冬子にいたっては、「日本は遺憾だとか不快だとか、単に感情をぶつけているだけ」「事実関係をもとに日本としての見解をきちんと述べた上で抗議すべき」などとし、「むしろ一貫して自分たちの見解を貫くアメリカの方が立派」とまで言っている。
ただし、お札と切手の博物館の顧問などを務めた切手研究家の植村峻は、「アメリカが戦後政治のイニシアティブを確保するために使用したことも事実であろうが」としつつも、自身の体験から「当時の情勢は『一億総玉砕』『戦争遂行』の声ばかりであり、そんなに容易に敗戦を受け入れる状態ではなかった」のであり、終戦の詔勅や鈴木貫太郎の内閣告諭から「『原爆投下は戦争の終結を早めた』のは、まぎれもない『歴史的事実』」として「日本人は、歴史的事実に対してもっと謙虚でなければならない」と説いている。
また、内藤は、「第二次世界大戦五〇年シリーズ」の「アメリカ国民が一致団結して民主主義を守るためにファシズムと戦ったというトーン」を見れば、発行が始まった1991年（平成3年）の時点でこのような切手が発行されるであろうことは予測できたはずであると指摘している。それなら「事前に、原爆投下をシリーズに加えるのであれば、より客観性のある記述内容（たとえば、「原爆投下―人類史上初の核兵器の使用」）とするようアメリカ側に働きかけるなどの措置がとれたのではないか」と後手に回った日本政府の対応を批判し、その結果「第二次世界大戦五〇年シリーズ」は第2次世界大戦を描いた切手シリーズであるにもかかわらず原子爆弾投下に全く触れないという極めて不自然な形になってしまったとして、「はたして、そのことが、大戦五〇年シリーズ本来の目的から考えて、さらには、現在の日米関係のルーツともいうべき太平洋戦争の意味を考える上で適切なことだったといえるのだろうか」と疑問を呈している。